# Max Reimann (Politiker, 1930)
Max Reimann (* 11. Juli 1930 in Hohenlinde bei Beuthen, Oberschlesien) ist ein deutscher Politiker (REP).
Max Reimann besuchte die Volksschule in Freiwalde. Beruflich war er einige Jahre in seinem erlernten Gewerbe tätig, u. a. in der Industrie. Er war zehn Jahre selbständiger Unternehmer. 15 Jahre lang arbeitete er in der Verwaltung.
Reimann war im Landkreis Göppingen Kreisvorsitzender der Republikaner von 1984 bis 1994 und gehörte dem Landesvorstand von 1991 bis 1993 an. Vom 24. April 1992 bis zum 31. Mai 1996 war Reimann Mitglied des baden-württembergischen Landtags (Zweitmandat im Wahlkreis 10 Göppingen).
Er ist evangelisch, verheiratet und hat zwei Kinder.